# (65821) De Curtis
(65821) De Curtis est un astéroïde de la ceinture principale appartenant au groupe de Hilda.

## Description
(65821) De Curtis présente une orbite caractérisée par un demi-grand axe de 3,98 UA, une excentricité de 0,24 et une inclinaison de 4,3° par rapport à l'écliptique. Il a été découvert à Colleverde le 30 octobre 1996 par Vincenzo Silvano Casulli.

## Compléments